# فياتشيسلاف موتورتشوك
فياتشيسلاف موتورتشوك مواليد 9 فبراير 1992 في أوديسا، هو لاعب كرة سلة أوكراني. بدأ مسيرته الاحترافية في سنة 2008. يحمل الرقم 17. يبلغ طوله 6 قدم 9 بوصة (2.1 م). لعب مع نادي أوديسا لكرة السلة ونادي بوديفلنيك لكرة السلة في دوري السوبر الأوكراني لكرة السلة.